# あの楽器
あの楽器（あのがっき）とは、ニコニコ動画上で公開された初音ミクのプロモーションビデオ『Innocence 3DPV』に登場する架空の楽器、および、それを模して製作された楽器の通称。
形態はショルダーキーボードに類似し、色は黒色。ただし鍵盤はなく、タッチパネルスクリーンを指で押さえることにより演奏する。演奏のためタッチパネルに指が接触した部分からは、直線・三角形・四角形など、青緑色の幾何学状の模様がスクリーン上に拡散する。

## 歴史
ニコニコ動画運営元ニワンゴの親会社ドワンゴが、ニコニコ動画に投稿されていた初音ミクで作られた楽曲「みくみくにしてあげる♪【してやんよ】」の音楽著作権をJASRACに信託し、これに反発したユーザーによる非難合戦やドワンゴ側への抗議行動に端を発する紛糾が2007年12月17日発生した（→初音ミク#初音ミク楽曲のJASRAC信託と着うた配信に関する騒動）。この騒動の最中、kazuPによって騒動に対する嘆きを表現した楽曲「Innocence」が発表される。
そして「Innocence」発表の約1年後の2008年12月8日、kellowにより、この曲に動画を付けた3DCGムービー『Innocence 3DPV』が発表された。この動画では初音ミクが架空の楽器を持って演奏しており、その動画の完成度から高い評価を得るとともに、映像中に登場する架空の楽器、すなわち「あの楽器」を再現しようとする個人や団体が現れることとなった。なお、kellowは、この動画について「桃井はるこのステージにインスパイヤされた」としている。楽器の筐体部分はヤマハの試作キーボード、KX3が元になっている。
ニコニコ動画では技術工作の過程や成果物を動画として発表する投稿者たちがおり、それらの人々を総称して「ニコニコ技術部」と呼ばれている（あくまで呼び名であり組織として存在しているわけではない）。「Innocence 3DPV」が公開されてから2日後には早くも一部の「ニコニコ技術部員」が楽器の製作に着手しており、さらに2008年12月24日に、「ニコニコ技術部へのお願い・これ作って！」なる動画がアップロードされ、5時間後には、実際に製作した動画が初めてアップロードされた。ただし、これは模型の下にニンテンドーDSを入れているものであった。その後、さまざまな方法で自作された「あの楽器」の製作・製作品の発表が相次いで行われた。また、製作者のコミュニティが発生・拡大し、開発者のミーティングが散発的に行われるようになった。
こうした中、2009年2月20日、芸者東京エンターテインメントが「あの楽器」を再現したiPhone用アプリ「あのがっき」の販売を始めユーザー生成コンテンツ(UGC)と金銭の関係について議論を呼ぶことになった。2009年4月に放送されたNHK-BSの深夜番組『ザ☆ネットスター!』では、「あの楽器」製造とプロジェクト・騒動やUCGコンテンツの課金の是非と手段が特集・報道された。2009年4月23日、『Innocence 3DPV』作者のkellowは「『あの楽器』についての二次創作は（課金・非課金にとらわれず）自由に行ってよい」と表明を行った。また、同時に「誰かが独占する事も、誰かの製作・頒布を妨げる事も望みません。」としている。
なお、上記の2009年4月放送の『ザ☆ネットスター!』では、ゲストとして桃井はるこが登場し、あの楽器の演奏を行っている。
2009年3月21日には、京都市右京区西院春日町の西院春日神社境内で、初音ミクコスプレ女優による宮司公認のあの楽器ステージショーが行われた。

## 名称
楽器の名称は一般に「あの楽器」と呼ばれているが、一方で3DCGムービー『Innocence 3DPV』を制作したkellowは、楽器の名称として「Innocencer（イノセンサー）」を提唱している。下記のように実際に「イノセンサー」と名づけられた製品も存在する。

## 実装例
筐体に各種のタッチセンサ・液晶ディスプレイなどの薄型ディスプレイ・LED・組み込み機器用マザーボード・midi制御インターフェースなどを組み込み、演奏機能・映像機能を実現させたものが多種多様に現れた。ソフトウェアについては、オープンソースとしてソフトウェアコードの公開・共有プロジェクトも行われた。また、iPhoneアプリケーションとして「あの楽器」を実現したソフトウェア「ouiLead」「あのがっき」「イノセンサー」など、ソフトウェア単体としての製作も実現した。また、アルミ板の筐体にピアニカを貼付したものなども現れた。
ハードウェアについては、出典が確認できるものとしては、笹尾和彦は赤外線LEDとアクリル板を用いたタッチパネルを製作し、これにコンパクトデジタルカメラを改造して赤外線デジタルカメラとしたものをセンサとして用いるFTIR方式・midiインターフェースのものを製作・発表。野田陽はタクトスイッチをセンサとして用い、緑色LEDマトリクスを演出用ディスプレイとして用いるものを製作・発表している。